# 豊通鉄鋼販売
豊通鉄鋼販売株式会社（英: TOYOTSU TEKKOU HANBAI CORPORATION.）は、名古屋市中村区に本社を置く、豊田通商グループの鉄鋼販売を手掛ける金属系専門商社。

## 沿革
- 1983年 ‐ 愛知県名古屋市中区金山に協和鋼業株式会社設立。
- 1998年 - 愛知県小牧市に豊通ステンレス販売株式会社設立。
- 2001年 - 協和鋼業と豊通ステンレス販売が合併、愛知県東海市にて豊通鉄鋼販売株式会社として営業開始。
- 2013年 - 資本金を2千万円から3億円へ増資。
- 2014年 - 本社を名古屋市中村区へ移転。
- 2015年 - 株主である豊田スチールセンターが保有する株式全て（10%分）を豊田通商へ譲渡したことにより、豊田通商の完全子会社になる[2]。
- 2016年 - 豊田通商、豊通鋼管、オリエンタル鋼業の販売事業の一部を分割吸収。資本金を3億1千万円に増資。
- 2018年 - 株式交換によりオリエンタル鋼業、豊通鋼管、関東コイルセンターの3社を完全子会社化[3]。

## 事業内容
- 普通鋼、ステンレス、特殊鋼、条鋼・鋼管の製品販売
- 豊田通商鉄鋼部・金属部の業務委託

## 事業所
- 本社

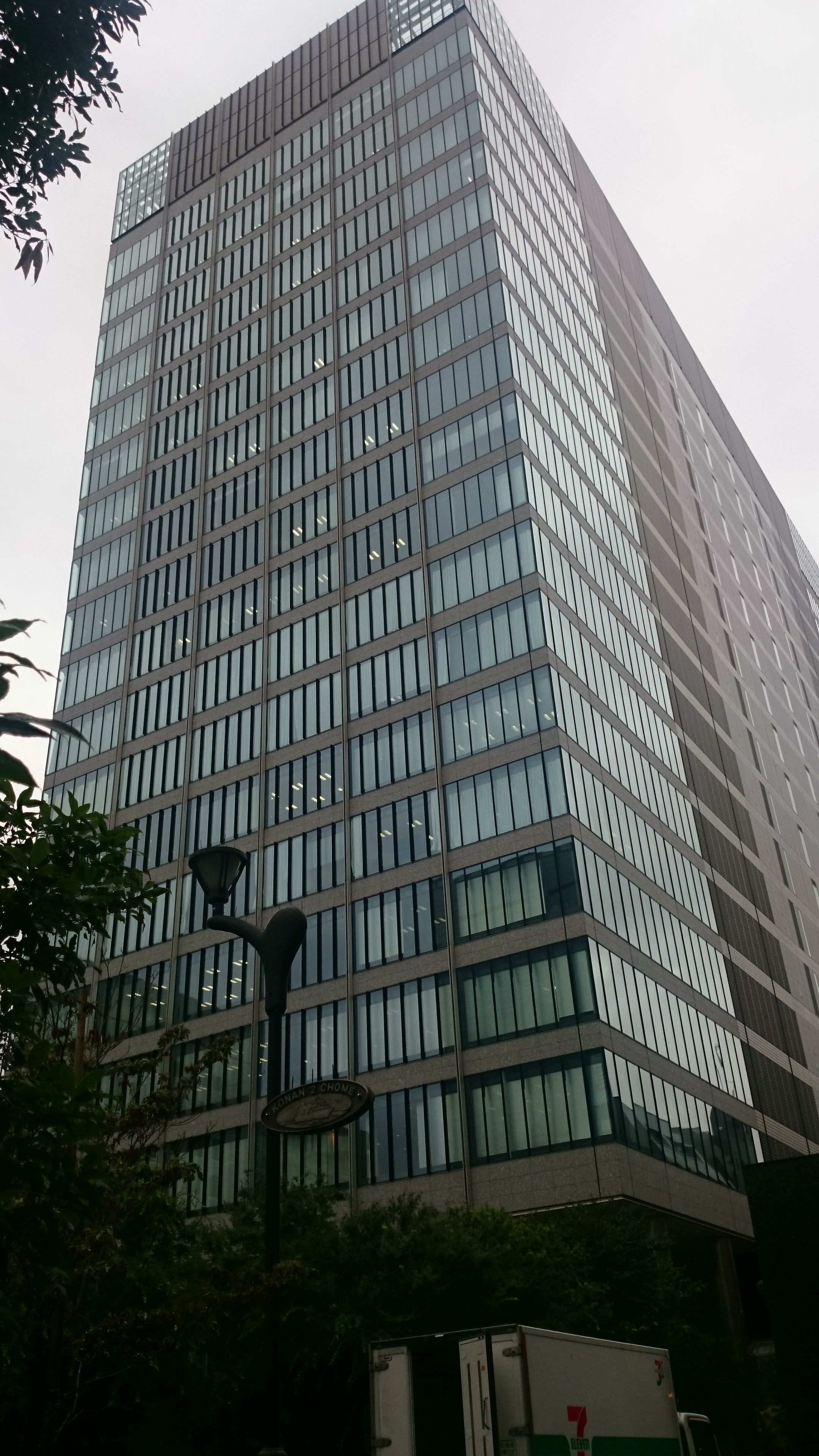
18階に東京支店が入居している（品川フロントビル）

  - 〒450-0002 愛知県名古屋市中村区名駅四丁目11番27号 シンフォニー豊田ビル15階
- 東京支店
  - 〒108-0075 東京都港区港南2丁目3番13号 品川フロントビル18階
- 大阪支店
  - 〒542-8550 大阪府大阪市中央区南船場4丁目3番11号 大阪豊田ビル8階
- 東北営業所
  - 〒980-0021 宮城県仙台市青葉区中央3-2-1 青葉通プラザ14階
- 新潟営業所
  - 〒950-0088 新潟県新潟市中央区万代4-4-27 NBF新潟テレコムビル10階
- 浜松営業所
  - 〒430-7714 静岡県浜松市中央区板屋町111番地の2 浜松アクトタワー14F
- 北陸営業所
  - 〒930-0004 富山県富山市桜橋通り2番25号 第一生命ビル6階
- 広島営業所
  - 〒730-0051 広島県広島市中区大手町2-11-2 グランドビル大手町10階
- 九州営業所
  - 〒812-0011 福岡県福岡市博多区博多駅前1-2-5 紙与博多ビル8階